# Josiah Henson (lutte)
Pour les articles homonymes, voir Henson.
Pour le militant antiesclavagiste, voir Josiah Henson (antiesclavagiste).
Josiah Henson (né le 24 février 1922 à Bristow et mort le 4 avril 2012 à Tulsa) est un lutteur américain spécialiste de la lutte libre. Il a participé aux Jeux olympiques d'été de 1952 dans la catégorie des poids plume (57-62 kg), où il a remporté la médaille de bronze.

## Palmarès

### Jeux olympiques
- Jeux olympiques de 1952 à Helsinki,  Finlande
  -  Médaille de bronze.